# USS Monterey (CG-61)
El USS Monterey (CG-61), llamado así en honor a la batalla de Monterrey (Nuevo León), es un crucero de la clase Ticonderoga de la Armada de los Estados Unidos.

## Nombre
Su nombre USS Monterey honra a la batalla de Monterrey (Nuevo León), librada en 1846 durante la guerra mexicano-estadounidense.

## Construcción

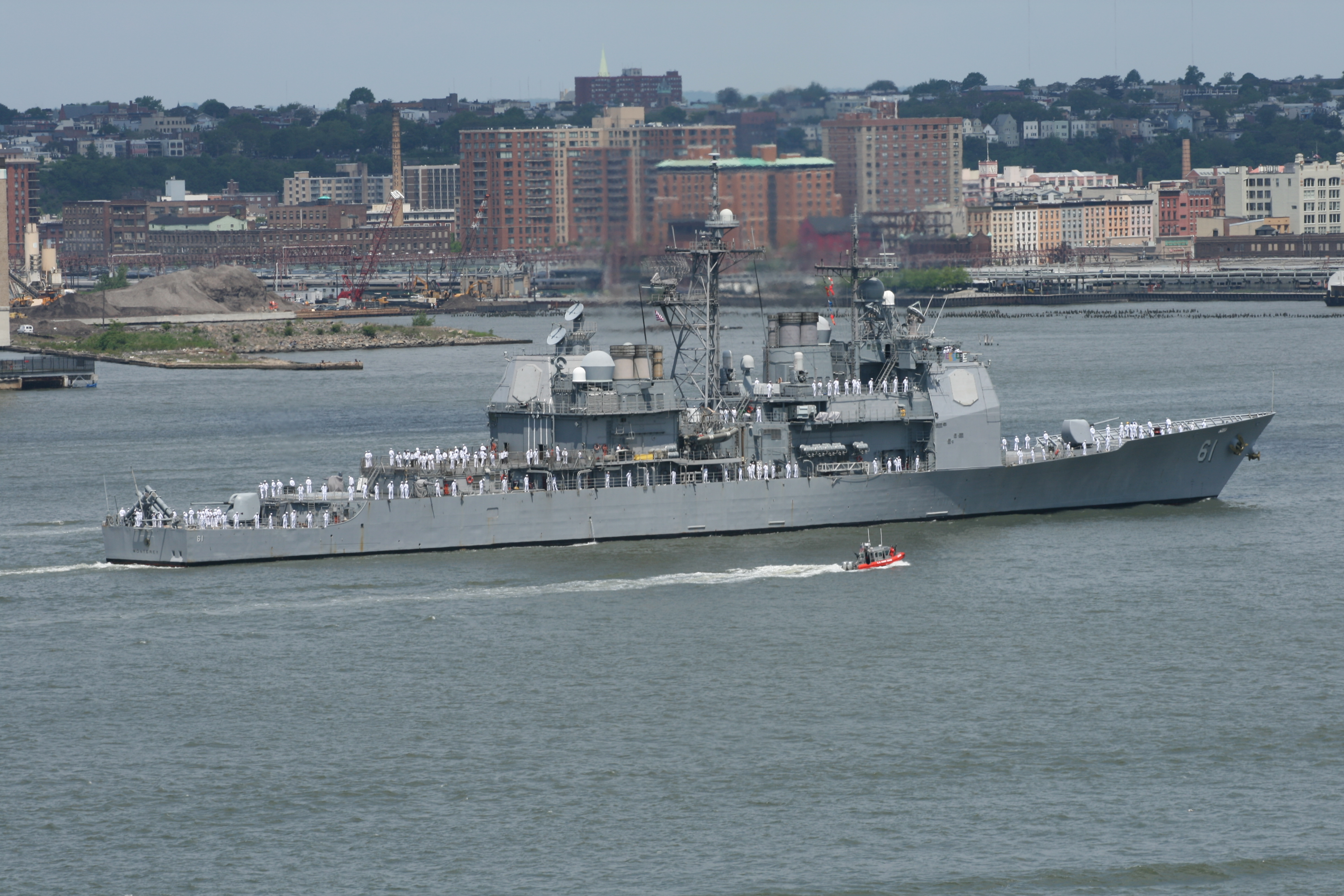
Monterey en el año 2008.

Ordenado el 26 de noviembre de 1984 al Ingalls Shipbuilding (Misisipi), su construcción comenzó con la colocación de la quilla el 19 de agosto de 1987. El casco fue botado el 23 de octubre de 1988; y el buque entró en servicio el 16 de junio de 1990.

## Historia de servicio
Estuvo asignado en la Flota del Atlántico y su apostadero era la base naval de Norfolk (Virginia). En 2022 entró en proceso para su baja junto a otros cruceros de su clase.